# Редукция (биология)
Биологическая реду́кция (от лат. reductio — возвращение, отодвигание назад) — уменьшение, упрощение строения или исчезновение органов в связи с утратой их функций в процессе эволюции.
К примеру, представители семейства Хлорантовые отличаются сильной редукцией цветков: лепестки, а иногда и чашелистики, у них отсутствуют, мужские цветки у некоторых видов имеют всего одну тычинку.
Нередко утрата органами присущей им функции происходит в ходе индивидуального (онтогенез) или исторического (филогенез) развития организмов. Обычно биологическая редукция ведёт к процветанию вида (биологическому прогрессу).